# Пичул, Василий Владимирович
Васи́лий Влади́мирович Пи́чул (15 июня 1961 — 26 июля 2015) — советский и российский кинорежиссёр.

## Биография
Родился 15 июня 1961 год в городе Жданове (ныне — Мариуполь) Донецкой области УССР. В 1983 году окончил режиссёрский факультет Всесоюзного государственного института кинематографии (мастерская Марлена Хуциева, Сергея Скворцова). Дипломный фильм – «Вы чьё, старичьё?» по одноимённой повести Бориса Васильева. Критик Вита Рамм вспоминала: 

Защита диплома превратилась в многоходовый детектив — с угрозой сломать юному режиссёру биографию, с переносом дня защиты, с ярким выступлением Бориса Львовича Васильева (который, глядя на растерянных членов ГЭКа, говорил о том, что Василий снял не поклеп на социалистический строй, что он, как автор, отвечает за каждое слово в своей повести, и что он не за такие дни, как сегодня воевал, вступал в партию…). Васильева ГЭК опасался — фронтовик, лауреат, популярный писатель… А затем вышел Эльдар Александрович Рязанов и сказал о том, что портить жизнь четверкой за талантливую работу — преступление. (И это действительно было так — 4 в режиссёрском дипломе означала долгие годы работы ассистентом или вторым режиссёром). Обе речи мэтров переполненный зал сопровождал не только аплодисментами, но и единым топотом. Василий получил заслуженную пятёрку…
По окончании института работал на киностудии имени Горького. В 1988 году поставил один из самых коммерчески успешных позднесоветских фильмов «Маленькая Вера», действие которого происходит в родном городе режиссёра — Жданове. 
Режиссёр популярных телепрограмм «Куклы», «Мульт личности» и новогоднего телефильма «Старые песни о главном 3» (ОРТ, Премия ТЭФИ за лучшую телепрограмму года). Режиссёр многих передач НТВ. Член правления киностудии имени Горького (при Сергее Ливневе).
Скончался от рака лёгких 26 июля 2015 года. Кремирован, прах развеян.

### Семья
Был мужем сценаристки Марии Хмелик, зятем главного редактора киножурнала «Ералаш» Александра Хмелика.
- Дети[12]:
  - дочь: Александра.
  - сын: Григорий, выпускник режиссёрского факультета ВГИКа[13], снимал сюжеты для журнала «Ералаш» и докуреалити производства ОТК (Объединение телевизионных компаний): «Детективы», «Гадалка», «Слепая» и др.
  - дочь: Вера.

## Общественная позиция
12 марта 2014 года подписал обращение деятелей культуры Российской Федерации в поддержку позиции президента Путина по Украине и Крыму.

## Фильмография

### Режиссёр

#### Художественные фильмы и телесериалы
1. 1982 — Митина любовь (курсовой, короткорметражный)
2. 1982 — Вы чьё, старичьё? (дипломный, короткрометражный)
3. 1984 — Ералаш № 42: «Двое на качелях»
4. 1985 — Хочу тебе сказать… (телевизионный, короткометражный)
5. 1988 — Маленькая Вера
6. 1989 — В городе Сочи тёмные ночи
7. 1993 — Мечты идиота
8. 1997 — Старые песни о главном 3
9. 1999 — Небо в алмазах
10. 2000 — Женское счастье[15][16]
11. 2005 — Кинофестиваль, или Портвейн Эйзенштейна
12. 2009 — Застава Жилина
13. 2011 — Фарфоровая свадьба
14. 2012 — Второе восстание Спартака
15. 2013 — Пятая стража (1 сезон, 1-4 серии «Пролог»)
16. 2015 — Курортный роман (1 сезон, несколько серий)
17. 2015 — Граница времени (4 серия «Священный огонь»)

#### Телепередачи
1. 1994—1997 — Куклы (сериал, чередуясь с А. Левиным)
2. 1995 — Ёлка НТВ (новогоднее шоу, режиссёр)
3. 1999—2000 — Двое (ток-шоу с Евгением Сидихиным и Александрой Сафоновой на НТВ, режиссёр)[8]
4. 1999—2000 — Третий тайм (футбольное ток-шоу с Савиком Шустером и Олесей Судзиловской на НТВ, режиссёр)[17]
5. 1999—2001 — Глас народа (общественно-политическое ток-шоу с Евгением Киселёвым и Светланой Сорокиной на НТВ, режиссёр)[10]
6. 2000 — Песни с Фоменко (НТВ)
7. 2001—2002 — Соловьиная ночь (программа Владимира Соловьёва о русской блатной песне и шансоне на ТВ-6, режиссёр-постановщик)[18]
8. 2002 — Свободное время (афиша культурных событий на ТВС, соведущий, в паре с Надеждой Родионовой)
9. 2003 — Розыгрыш (несколько сюжетов)
10. 2008—2010 — Магия кино (телеканал «Культура», ведущий)
11. 2009—2010 — Мульт личности (Первый канал, режиссёр)

#### Документальное кино
1. 2000 — Новейшая история. Красный день календаря
2. 2001 — СССР. Последние дни
3. 2001 — Шпионская жизнь[19]
4. 2001 — Футбольные войны
5. 2002 — Сталин. Некоторые страницы личной жизни
6. 2003 — А. Н. Яковлев. Монолог
7. 2003 — Мятеж 93-го
8. 2004 — Ещё одна песня о Ленине
9. 2004 — Как добивали Хрущёва
10. 2004 — Дорогой Леонид Ильич
11. 2004 — Пятый генсек
12. 2004 — Мой ласковый и нежный май
13. 2004 — Виктор Суворов. Русский предатель в поисках счастья
14. 2005 — Четвёртая Мировая война[20]
15. 2005 — Её слезам Москва поверила
16. 2005 — Страсти по Горбачёву[21]
17. 2006 — Донецк и его команда[22]

### Сценарист
1. 1982 — Вы чьё, старичьё?
2. 1984 — Ералаш № 42: «Двое на качелях»
3. 1999 — Небо в алмазах

### Художник-постановщик
1. 1999 — Небо в алмазах (совместно с А. Макаровым при участии В. Ярина, А. Леоновича)

## Призы и награды
- За фильм «Маленькая Вера»:
  - 1988 МКФ в Венеции — премия FIPRESCI
  - 1988 МКФ в Монреале — специальная премия жюри
  - 1988 МКФ в Чикаго — приз «Золотой Хьюго»
  - 1989 МКФ в Трое
  - 1989 МКФ фильмов-дебютов в Анже — Гран-при за лучший полнометражный фильм
- За фильм «Небо в алмазах»:
  - 1999 ОКФ «Киношок» в Анапе — специальное упоминание жюри кинопрессы «За алмазную твёрдость режиссёрского стиля»